# Literaturpreis des Samenrates
Der Literaturpreis des Samenrats (nordsamisch Girjjalašvuođabálkkašupmi) ist eine Auszeichnung für samischsprachige Literatur.

## Hintergrund
Der Preis wurde 1994 vom Samenrat eingerichtet, um samischsprachige Schriftsteller zum Schreiben in ihren Muttersprachen anzuregen. Er stellt nicht nur eine Anerkennung der literarischen Qualität eines Werkes dar, sondern soll auch dessen Vermarktung unterstützen. Nominiert werden können saamischsprachige Originalwerke sowie Werke, die aus einer anderen Minderheitensprache ins Samische übersetzt wurden. Der Preis wird in der Regel jährlich vergeben, wobei jedes zweite Jahr Autoren der Kinder- und Jugendliteratur ausgezeichnet werden.

## Preisträger
| Nr. | Jahr      | Autor                      | Illustrator            | Land     | Originaltitel                     | Sprache       | Anmerkungen                                                                       |
| --- | --------- | -------------------------- | ---------------------- | -------- | --------------------------------- | ------------- | --------------------------------------------------------------------------------- |
| 20  | 2022      | Sara Vuolab                |                        |          | Gárži                             | Nordsamisch   |                                                                                   |
| 19  | 2020      | Kirste Paltto              | Sunna Kitti            | Finnland | Luohtojávrri oainnáhusat          | Nordsamisch   | Jugendroman                                                                       |
| 18  | 2018      | Rauni Manninen             |                        | Finnland | Áhčči min                         | Nordsamisch   | Roman                                                                             |
| 17  | 2016      | Siri Broch Johansen        |                        | Norwegen | Mun lean čuoigi                   | Nordsamisch   |                                                                                   |
| 16  | 2014      | Niillas Holmberg           | Antti Väre             | Finnland | Amas amas amasmuvvat              | Nordsamisch   |                                                                                   |
| 15  | 2011      | Siri Broch Johansen        | Bjørg Monsen Vars      | Norwegen | Sárá beaivegirji                  | Nordsamisch   |                                                                                   |
| 14  | 2009      | Rauni Magga Lukkari        |                        | Finnland | Lihkkošalmmái                     | Nordsamisch   |                                                                                   |
| 13  | 2007      | Elle Márjá Vars            | Harald Aadnevik        | Norwegen | Máilmmi láikkimus olmmoš          | Nordsamisch   |                                                                                   |
| 12  | 2006      | Synnøve Persen             |                        | Norwegen | Meahci šuvas bohciidit ságat      | Nordsamisch   |                                                                                   |
| 11  | 2004–2005 | Elle Márjá Vars            | Trygve Lund Guttormsen | Norwegen | Čábbámus iđitguovssu              | Nordsamisch   |                                                                                   |
| 10  | 2003      | Jovnna-Ánde Vest           |                        | Finnland | Árbbolaččat, nubbi oassi          | Nordsamisch   |                                                                                   |
| 9   | 2002      | Harald Gaski               | Lars Nordström         | Norwegen | Čiežain čáziin                    | Nordsamisch   |                                                                                   |
| 8   | 2001      | Kirste Paltto              |                        | Finnland | Suoláduvvan                       | Nordsamisch   |                                                                                   |
| 7   | 2000      | Stig Riemmbe Gælok         | Kjell Ove Storvik      | Norwegen | Biehtár ja Duommá jávren stulliba | Lulesamisch   |                                                                                   |
| 6   | 1999      | Eino Guttorm               |                        | Finnland | Bearralat Deatnogáttis            | Nordsamisch   |                                                                                   |
| 5   | 1998      | Gun Aira, Ingegaard Vannar | Aino Hivand            | Norwegen | Jåvvå                             | Lulesamisch   |                                                                                   |
| 4   | 1997      | Inghilda Tapio             | Ulrika Tapio           | Schweden | Ii fal dan dihte                  | Nordsamisch   |                                                                                   |
| 3   | 1996      | Ulla Pirttijärvi           |                        | Finnland | Hoŋkoŋ dohkká                     | Nordsamisch   |                                                                                   |
| 2   | 1995      | Olavi Paltto               |                        | Finnland | Juohkásan várri                   | Nordsamisch   |                                                                                   |
| 1   | 1994      | Elvira Galkina             | Jakov Jakovlev         | Russland | Пе̄ййвьесь пе̄ййв                   | Kildinsamisch | Kinderbuch, mit nordsamischem Paralleltext Šerres beaivi                          |
| 1   | 1994      | Iraida Winogradowa         | Peter Popov            | Russland | Мун ка̄нҍц                         | Kildinsamisch | Kinderbuch, mit nordsamischem Paralleltext Mu ustibat übersetzt von Lásse Luoppal |